# 吉野夏己
吉野 夏己（よしの・なつみ、1960年8月- ）は、日本の弁護士。岡山大学副学長、岡山大学大学院法務研究科教授。

## 人物
博士（法学）。専攻は憲法学。

## 略歴
- 1979年3月 - 兵庫県立神戸北高等学校卒業
- 1984年3月 - 中央大学法学部法律学科卒業
- 1988年3月 - 中央大学大学院法学研究科博士前期課程修了 (法学修士)
- 1994年 - 旧司法試験合格（司法研修所49期）
- 1996年 - 弁護士登録(岡山弁護士会)
- 2004年4月 - 岡山大学大学院法務研究科准教授
- 2010年4月 - 岡山大学大学院法務研究科教授
- 2016年4月 - 岡山大学副学長(法務・コンプライアンス担当)(併任)[1]

## 活動
- 日本公法学会
- 日本自治学会
- 日米法学会
- 比較法学会
- 日本組織内弁護士協会中国四国支部長[2]